# Departament de Lavalleja
Lavalleja (en castellà i oficialment Departamento de Lavalleja), conegut amb el nom de Minas fins al 1927, és un departament serrà del sud-est de l'Uruguai. Limita al nord amb el departament de Treinta y Tres, a l'est i sud-est amb els departaments de Rocha i Maldonado, i a l'oest amb els departaments de Florida i Canelones.
Amb una superfície de 10.016 km², és el novè departament més gran del país. Va ser creat per decret del parlament el 1837 a partir dels territoris del departament de Cerro Largo i Maldonado. La capital departamental és la ciutat de Minas (situada 122 km al nord-est de Montevideo), amb una població de 37.925 habitants.
El 2002, ocupava la novena posició dins de l'Uruguai pel que fa a l'Índex de Desenvolupament Humà, amb 0,750 punts, una xifra comparable amb la de països com Mèxic. També, segons les dades del cens del 2004, Lavalleja tenia 60.925 habitants, essent, per tant, un dels quatre departaments menys poblats de l'Uruguai.
Els actuals símbols de Lavalleja – la bandera i l'escut d'armes – representen la bandera dels Trenta-tres Orientals, un exèrcit d'homes que va lluitar per la independència del país, i el Cerro Arequita coronat pel Sol de Maig (Sol de Mayo), un símbol nacional present també a l'escut d'armes de l'Uruguai i a la bandera.

## Etimologia
El departament va rebre originalment el nom de «Minas». No obstant això, el 1927, 90 anys després de la seva creació, va canviar el seu nom pel de «Lavalleja» en homenatge al Brigadier General Juan Antonio Lavalleja (1784–1853), un dels Trenta-tres Orientals que va lluitar per la independència del país. Juan Antonio Lavalleja, a més, havia nascut a la ciutat de Minas, la qual encara conserva el seu nom original.

## Història
El departament va ser creat el 16 de juny de 1837 amb part dels territoris dels departaments de Cerro Largo i Maldonado. Va rebre, en una primera instància, el nom de Minas. El març de 1888 a la Cambra de Diputats es va sol·licitar elevar el rang de la vila de Minas al de ciutat i canviar-li el nom al departament pel de Lavalleja. El primer va ser aprovat. No obstant això, el canvi de nom del departament no va tenir lloc fins al 26 de desembre de 1927. Existia voluntat política per designar un departament de l'Uruguai amb el nom del cap de la Croada Llibertadora (Cruzada Libertadora), però no a costa de Minas, arribant fins i tot a plantejar-se la possibilitat de crear un nou departament amb el nom Lavalleja, idea que finalment no va prosperar.

### Minas
La vila de Minas va ser fundada el 1784 amb el nom de Minas de San Francisco. Els primers habitants de Minas eren famílies de Galícia i d'Astúries. La vila canviaria el seu nom més endavant pel de «Villa de la Concepción de las Minas». Un dels monuments històrics del departament és la Catedral de la Mare de Déu de la Immaculada Concepció, creada el 1783. El 1874 seria batejat en aquesta església Juan Antonio Lavalleja. L'esmentada catedral és la seu del bisbat de Minas.

## Geografia
Es troba dins de la plana cristal·lina. Apareixen roques metamòrfiques i volcàniques, formant la regió coneguda com a «muntanyes de Minas». Està solcat per rierols que pertanyen a la conca del riu Santa Lucía, cap a l'oest, i a les conques dels rius Aiguá i Cebollatí cap a l'est. La temperatura anual mitjana és de 17 °C i les precipitacions assoleixen uns 1.000 mm anuals.
Les principals activitats econòmiques són la ramaderia i l'agricultura; també l'activitat minera és de certa entitat. S'exploten calcàries, dolomites i marbres.

### Orografia
Presenta un relleu alt al sud, amb serres, turons i valls àmplies, i plana cap al nord. Posseeix muntanyes i penyals que sovint són de granit. El departament està comprès per terrenys corresponents al basament cristal·lí, amb fractures i dislocacions en diverses parts, el que va originar petites fosses tectòniques omplertes per terrenys posteriors, com les localitzades a la vall del riu Santa Lucía i a la regió on s'han vessat laves basàltiques. A vastes zones del basament predominen diversos tipus de granits i quarsites que, per la seva resistència a la meteorització i erosió, determinen les zones més trencades i escabroses del departament. Són abundants també les calcàries cristal·lines i dolomítiques.
Hi ha àrees en les quals l'acumulació sedimentària ha estat important, omplint les parts baixes per conformar valls molt favorables per al desenvolupament de la ramaderia i de l'agricultura, com la vall Forta i la vall Petita amb terres i pastures de riquesa nutritiva.

### Hidrografia
Té una xarxa hidrogràfica important i ben distribuïda que pot ser dividida en dues conques: la del riu Santa Lucía que rega tota la regió sud, i la central o del Cebollatí, tancada parcialment per la Cuchilla Grande (les Cuchillas a l'Uruguai són cadenes de turons), que inclou tota la zona nord i central del departament.

## Economia
Al nord es desenvolupa gairebé exclusivament l'activitat ramadera. Al sud hi ha una àrea xacrera de minifundis, i existeix una zona intermèdia on l'activitat minera i de la muntanya es confonen. Lavalleja també viu de l'explotació forestal.
S'extreuen materials de construcció i ornamentació com la sorra, la grava i l'anomenada pedra de construcció i el llim argilenc amb el qual s'elabora la ceràmica vermella. També s'explota el marbre de tipus ònix, color blanc amb vetes groguenques. Es crien bovins, ovins i un nombre important de porcins. Es conrea blat, blat de moro, encebada cervesera, remolatxa, patata, arròs, cep i fruiters. Existeixen algunes indústries com la duta a terme pel complex Salus, amb envasament d'aigua mineral d'una font natural i a partir d'ella la producció de cervesa, sidra, cítrics, aigua tònica i malts. També hi ha producció vitivinícola, molins arrossers, adoberies, extracció de calcàries i elaboració de calç i de ciment pórtland.

## Demografia

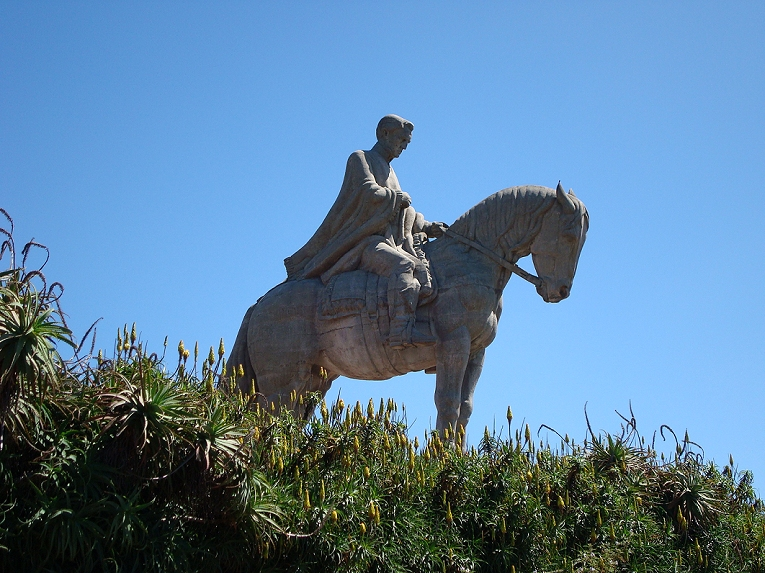
Estàtua de José Gervasio Artigas a la ciutat de Minas.

Segons les dades del cens de 2004, Lavalleja tenia 60.925 habitants i 20.737 habitatges. La mitjana de persones per habitatge era de 2,9. Per cada 100 dones, hi havia 99,1 homes.
- Taxa de creixement poblacional: -0,157% (2004)
- Taxa de natalitat: 14,57 naixements/1.000 persones (2004)
- Taxa de mortalitat: 10,49 morts/1.000 persones
- Mitjana d'edat: 34,8 (33,5 homes, 36,1 dones)
- Esperança de vida (2004):
  - Total: 76,01 anys
  - Homes: 71,87 anys
  - Dones: 80,31 anys
- Mitjana de fills per família: 2,31 fills/dona
- Ingrés per capita (ciutats amb 5.000 habitants o més): 4.316,8 pesos/mes

### Principals centres urbans
Població registrada durant el cens de 2004.
| Ciutat / Poble        | Població |
| --------------------- | -------- |
| Minas                 | 37.925   |
| José Pedro Varela     | 5.332    |
| Solís de Mataojo      | 2.676    |
| José Batlle y Ordoñez | 2.424    |
| La Mariscala          | 1.674    |
| Pirarajá              | 967      |
| Zapicán               | 640      |

### Població rural
D'acord amb el cens de 2004, Lavalleja tenia una població rural addicional de 8.033 habitants.

### Religió

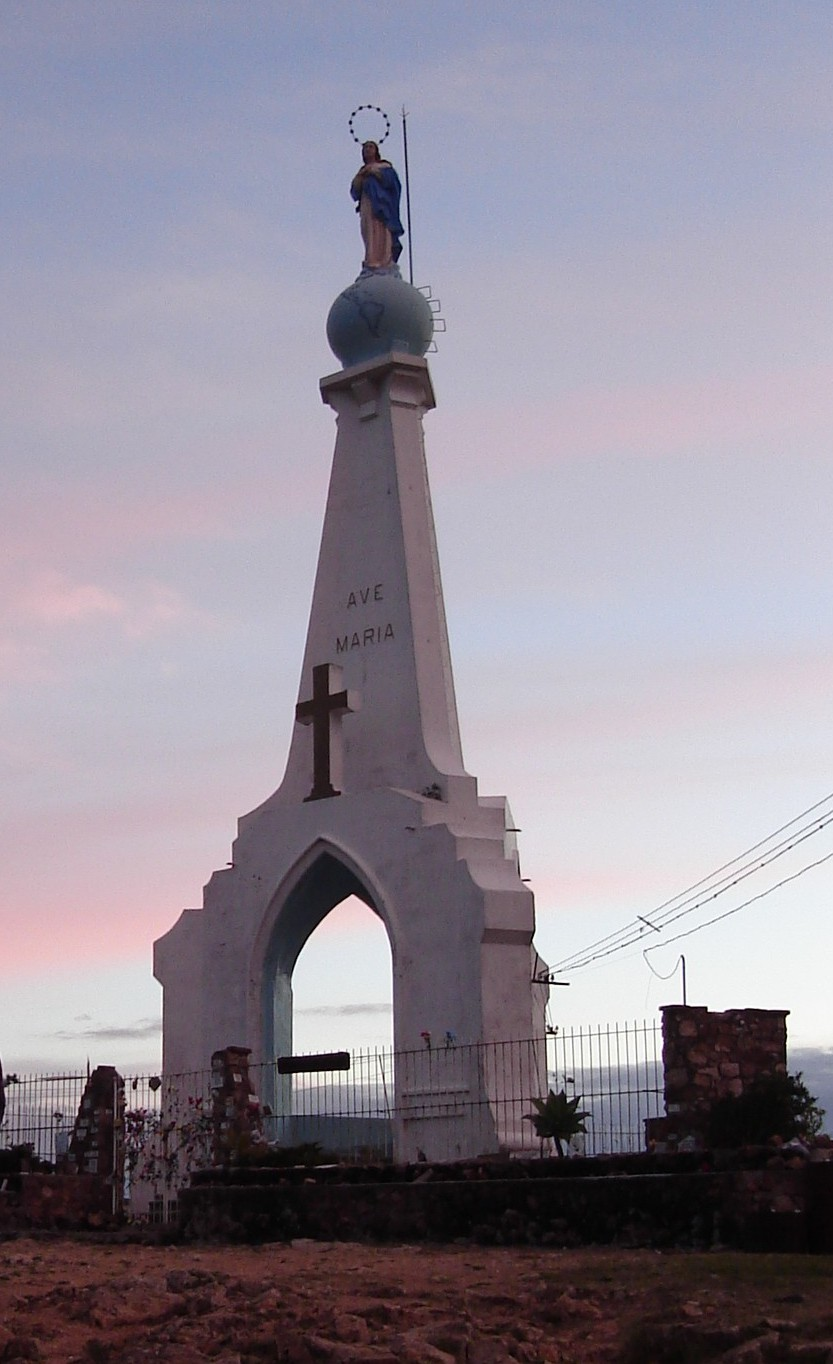
Figura de la Mare de Déu del Verdun.

El departament és centre de pelegrinatge dels devots de la Mare de Déu del Verdun, la patrona de Lavalleja. El santuari es troba 326 msnm, a 5 km del centre de Minas. L'origen del nom data de l'any 1801, del primer poblador de la zona, el basc Juan Bautista Berdum. El 1900 es va instal·lar l'estàtua de la Mare de Déu del Verdun. S'ubica sobre el Cerro del Verdún. La figura es troba al cim del turó i va ser reconeguda pel Papa Lleó XIII el 1902, i una cerimònia va ser oficiada per l'arquebisbe de Montevideo, Mariano Soler.
Cada 19 d'abril, uns 80.000 pelegrins assisteixen al turó per veure la Mare de Déu del Verdun. La data de devoció és en honor del dia que els Trenta-tres Orientals, comandats per Juan Antonio Lavalleja, van arribar a la platja de l'Agraciada per tal de lluitar contra els invasors brasilers que ocupaven el país.

## Transport
Lavalleja és un departament sense sortida a la mar. Pel seu caràcter merament rural, no té aeroports ni grans centres de comunicació. La via principal de transport és aquella de la carretera. La ruta nacional 8 és la principal del departament i connecta la ciutat de Minas amb Montevideo i el sud i est del país. La capital departamental té una estació d'autobusos.
El 2010, el departament comptava amb almenys deu companyies d'autobusos que realitzaven trajectes entre Minas i Punta del Este (Maldonado), entre Minas i Florida, i entre Minas i les ciutats de Montevideo, Treinta y Tres, Melo (Cerro Largo) i Río Branco. A més, hi havia un servei de lloguer de cotxes.

## Govern

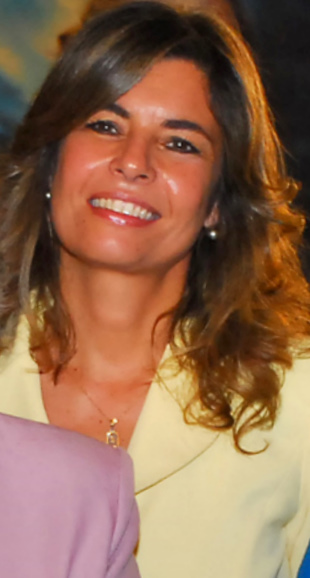
Adriana Peña, intendenta de Lavalleja des de 2010.

D'acord amb l'article 262 de la Constitució de la República, en matèria d'administració departamental: 
| « | el Govern i Administració dels Departaments, a excepció dels serveis de seguretat pública, seran exercits per una Junta Departamental i un Intendent. Tindran la seva seu a la capital de cada departament i iniciaran les seves funcions seixanta dies després de la seva elecció. A més, l'Intendent, amb acord de la Junta Departamental, podrà delegar en les autoritats locals l'exercici de determinades comeses en les seves respectives circumscripcions territorials(...). | » |

Lavalleja ha estat governat des de sempre per partits de la dreta, liberals i conservadors. Durant els darrers anys, el Partit Nacional ha mantingut una majoria considerable, tot i que els votants del Front Ampli (coalició d'esquerra) han augmentat significativament. La intendenta actual és Adriana Peña, del Partit Nacional.